# 조지 워싱턴 대학교
조지 워싱턴 대학교(영어: The George Washington University)는 미국 워싱턴 D.C.에 있는 사립 종합대학이다. 1821년에 미국 의회에서 제정한 법으로 세워졌다.
조지 워싱턴 대학교에는 14개의 대학이 있다. 주 교정인 포기보텀 캠퍼스는 워싱턴 D.C.의 중심부에 있는데 국제 통화 기금 본부와 세계은행 본행이 캠퍼스 안에 있고, 백악관 및 미국 국무부 청사와는 몇 블록 떨어져 있다. 조지 워싱턴 대학교는 워싱턴 D.C.에서 가장 큰 고등교육 기관이며, 워싱턴 D.C.의 폭스홀과 버지니아주 애슈번에도 캠퍼스가 있다.
1790년에 미국의 초대 대통령이었던 조지 워싱턴이 첫 국정연설에서 미국의 수도에 국립 대학을 세워야 한다고 주장했다. 1821년 2월 9일에 미국 의회에서 법을 제정하고 대학교를 세웠다.
조지 워싱턴 대학교는 71개의 학위 과정을 제공하며, 130여개 나라에서 온 약 11,000명의 학부생들과 약 15,000명의 대학원생들이 공부하고 있다. 대한민국의 서울대학교와 일본의 교토 대학, 영국의 킹스 칼리지 런던, 싱가포르의 싱가포르 국립 대학, 오스트레일리아의 디킨 대학교 등과 교환 학생 프로그램을 실시한다. 프린스턴 리뷰는 2015년과 2016년에 조지 워싱턴 대학교를 '미국에서 학생 인턴 기회가 많은 대학'으로 뽑았다.

## 역사
미국의 초대 대통령 조지 워싱턴은 오랫동안 미국의 수도에 대학을 세우기를 바랐으며, 대학 설립을 위해 유증을 남겼다.
침례교 목사 루서 라이스는 워싱턴 D.C.에 시민들을 가르치기 위한 대학을 세울 부지를 구입하고자 기금을 모았고, 워싱턴 D.C.에 큰 건물을 세웠다. 1821년 2월 9일 미국 의회는 어느 종교와도 관계가 없는 컬럼비안 칼리지를 세우는 법안을 승인했다. 1824년에 있었던 첫 졸업식에는 대통령 제임스 먼로와 존 C. 칼훈, 헨리 클레이 시니어, 질베르 뒤 모티에 드 라파예트 후작 등이 참석했다.
미국 남북 전쟁 시기에 많은 학생들이 학교를 떠나 아메리카 연합국 측에 가담했고, 학교 건물은 북군 병영과 군 병원으로 쓰였다. 전쟁이 끝난 뒤 1873년 컬럼비안 칼리지는 이름을 컬럼비안 대학교로 바꾸었다. 1904년에 조지 워싱턴을 기리는 뜻에서 학교 이름을 오늘날의 조지 워싱턴 대학교로 바꾸었다.
1930년대에 조지 워싱턴 대학교는 이론물리학 발전의 현장이었다. 조지 가모프는 1930년대와 1940년대에 조지 워싱턴 대학교에서 대폭발 연구 결과물을 발표했고, 1939년 닐스 보어는 조지 워싱턴 대학교에서 있었던 워싱턴 이론물리학 회의에서 오토 한이 핵분열 현상을 발견했다고 발표했다.
1996년 조지 워싱턴 대학교는 마운트버논 칼리지를 인수하고 마운트버논 캠퍼스로 바꾸었다. 1997년에는 여자만 들어갈 수 있었으나 그 뒤로는 남녀 공학이 됐다.
1999년 조지 워싱턴 대학교는 빌 클린턴과의 타운 홀 미팅을 웹캐스트로 생방송했는데, 웹캐스트로 타운 홀 미팅을 생방송하기는 처음이었다.

## 캠퍼스
조지 워싱턴 대학교에는 포기보텀 캠퍼스와 마운트버논 캠퍼스, 버지니아 과학기술캠퍼스의 세 캠퍼스가 있다. 포기보텀 캠퍼스에서 대부분의 교육 과정을 제공한다. 기숙사는 포기보텀 캠퍼스와 마운트버논 캠퍼스에 있다.
포기보텀 캠퍼스의 크기는 0.17 km2로 백악관과 미국 국무부 청사, 내셔널 몰과 몇 블록 떨어져 있다. 조지 워싱턴 대학교는 포기보텀 지역 부동산의 대부분을 소유하고 있으며 세계은행과 국제 통화 기금 등에게 건물을 임대한다. 부근에는 존 F. 케네디 센터와 미국 평화 연구소, 워터게이트 콤플렉스 등과 사우디아라비아, 멕시코, 스페인, 우루과이, 보스니아 헤르체고비나의 대사관이 있다.
마운트버논 캠퍼스는 1996년에 조지 워싱턴 대학교가 마운트버논 칼리지를 인수하면서 만들어졌다. 1999년까지는 여자만 들어갈 수 있었지만 시설을 남녀 공용 시설로 바꾼 뒤로는 남녀 공학이 됐다. 마운트버논 캠퍼스가 된 뒤로는 완전히 조지 워싱턴 대학교에 편입됐으며 포기보텀 캠퍼스를 보완하는 용도로 쓰인다. 포기보텀 캠퍼스와 마운트버논 캠퍼스를 잇는 교통 수단이 있다.
조지 워싱턴 대학교는 워싱턴 덜레스 국제공항 근처의 버지니아주 애슈번에도 연구 및 대학원 캠퍼스를 운영한다. 1991년에 세워졌으며 로버트 H. 스미스가 0.2 km2의 부지를 기부한 뒤로 확장을 거듭해 2010년 기준으로 0.41 km2이다.

## 교육

### 입학
2013학년도에 조지 워싱턴 대학교가 자체 발표한 자료에 따르면 의과대학의 합격률은 3%였고, 법학전문대학원의 합격률은 29%, 학부 합격률은 33%였다.
2020년 가을에 입학하는 학부 신입생들 기준으로 1년 학비는 58,550 달러였다. 조지 워싱턴 대학교는 입학 사정에서 재정보조 신청 여부가 심사에 영향을 미치지 않는 니드 블라인드 정책(Need-blind)을 시행하고 있다고 알렸지만 학내 언론에서 학교 측이 재정보조를 신청하면 당락에 영향을 주는 니드 어웨어 정책(Need-aware)을 쓰고 있다고 보도했고, 학교 측은 입학 사정에서 사실은 니드 어웨어 정책을 쓰고 있었다고 인정했다.

### 등록
2019년 기준으로 학생 가운데 60.7%가 여자고 39.3%가 남자였으며, 46.6%는 백인, 10.4%는 아시아인, 10%는 흑인, 8.7%는 히스패닉이었고 15%는 외국인 학생이었다.
2019년 기준으로 학부생들 가운데 5,345명은 컬럼비안 문리대학 학생이었고, 2,166명은 엘리엇 국제 관계 학교 학생이었으며 1,751명은 경영대학 학생, 952명은 공학 및 응용과학대학 학생, 655명은 의과대학 학생, 472명은 간호대학 학생, 451명은 공중보건대학 학생이었다.
2007년 기준으로 미국의 모든 주에서 학부생들이 등록했는데, 뉴욕주에서 온 학생이 15.25%로 가장 많았고 뉴저지주와 펜실베이니아주, 매사추세츠주, 캘리포니아주 등이 뒤를 이었다.

### 순위 및 평가
2016년 타임스 고등교육 세계 대학 랭킹에 따르면 조지 워싱턴 대학교는 '억만장자를 배출한 대학' 순위에서 25위를 기록했다. 2013년 '백만장자를 배출한 대학' 순위에서는 51위를 기록했다.
조지 워싱턴 대학교는 2020년 《파이낸셜 타임스》의 전 세계 경영대학원 순위에서 70위를 기록했으며, 《U.S. 뉴스 & 월드 리포트》는 조지 워싱턴 대학교의 국제경영학 과정을 미국 내 8위로 꼽았다.
2020년 《U.S. 뉴스 & 월드 리포트》는 조지 워싱턴 대학교의 법학전문대학원이 미국 내 23위라고 평가했으며, 그 가운데 국제법 분야는 8위, 지적재산권법 분야는 5위라고 평가했다. 타임스 고등교육 세계 대학 랭킹의 전 세계 법학 과정 순위에서는 63위를 기록했다.
2018년 《포린 폴리시》는 조지 워싱턴 대학교의 국제관계학 학부 과정을 미국 내 8위, 국제관계학 석사 과정을 전 세계 7위로 꼽았다.

## 운동부
조지 워싱턴 대학교의 운동부 대부분은 NCAA 디비전 I에서 활약한다. 실내 운동은 포기보텀 캠퍼스의 찰스 E. 스미스 센터에서 하며, 야외 운동은 마운트버논 캠퍼스에서 한다. 운동부를 상징하는 색은 미국 독립 전쟁 당시 조지 워싱턴 장군의 군복 색에서 따온 담황색과 파랑이다.

## 같이 보기
- 2024년 대학가의 친팔레스타인 시위